# Kloroform
Kloroform (kloro- + -form; 1,1,1,-triklormetan, triklormetan, CHCl3) je bezbojna, hlapljiva tekućina, karakteristična i intenzivna mirisa i slatkasta okusa.

## Osobine
Vrije pri 61,2 °C, a gustoća mu je veća od vode: 1,49 g/cm³. Nezgodna je strana kloroforma je što stajanjem na zraku (nazočnost kisika) i pod utjecajem svjetla, raspada se na prilično otrovan fozgen, pa se danas nastoji, gdje je god to moguće, kloroform zamijeniti diklormetanom (metilen klorid, CH2Cl2). Ne miješa se s vodom, a za razliku od dietil-etera nije zapaljiv (neupaljiva je tekućina).

## Dobivanje
1. Prije se dobivao reakcijom etanola (ili acetona) s kalcijevim hipokloritom, no u ekonomskom je pogledu bolji acetaldehid kao početni materijal.
2. Dobivao se također redukcijom tetraklormetana sa željezom i vodom.
I metilenklorid i kloroform dobivaju se kloriranjem metilklorida, dobivenog od metilalkohola, te kloriranjem metana.

## Uporaba
Kloroform se rabi kao jako dobro svestrano otapalo (najčešće kao 65%-tni), za mnoge organske tvari i organske spojeve (osobito za ekstrahiranje penicilina).
Kloroform se je prije rabio u proizvodnji freona, ali ga je zamijenio diklormetan.

U medicini je služio kao opći anestetik, no kako štetno djeluje na srce (najčešće zastoj) i jetru, te izaziva druge neželjene nuspojave, njegova je uporaba u te svrhe potpuno napuštena te se danas u te svrhe ne primjenjuje.